# Alan fitz Walter, 2. High Steward of Scotland

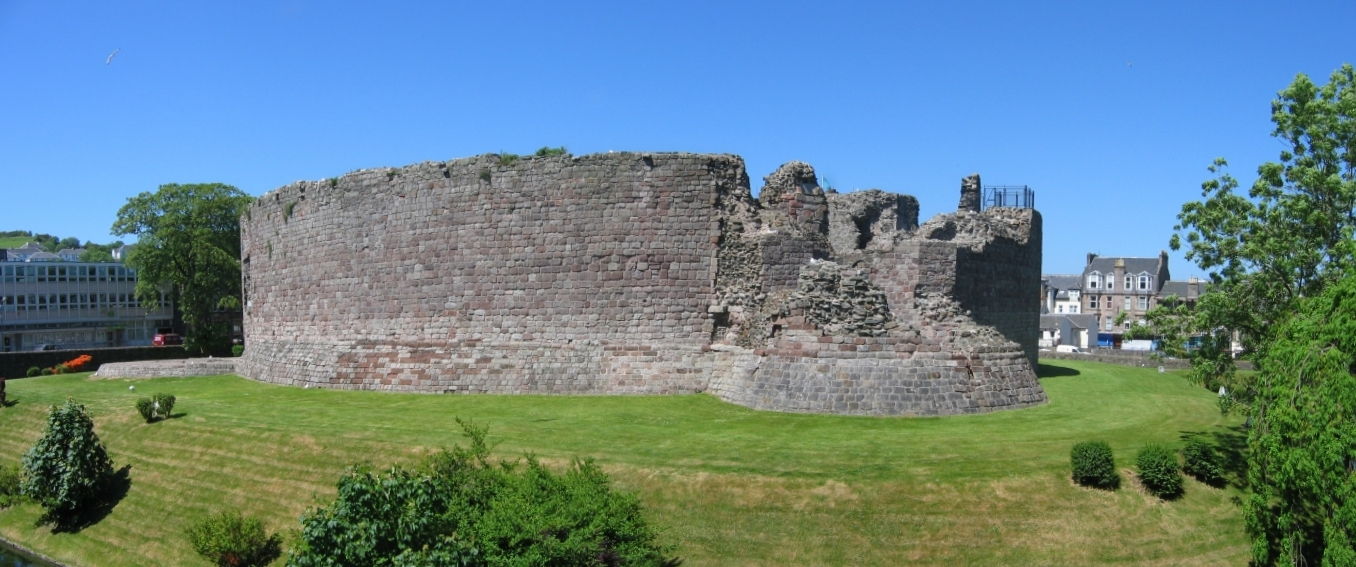
Alan Stewart begann vermutlich mit dem Bau von Rothesay Castle auf der Isle of Bute

Alan fitz Walter, 2. High Steward of Scotland (auch Alan son of Walter) (* um 1150; † 1204) war ein schottischer Adliger.
Alan entstammte der Familie Stewart. Er war der älteste überlebende Sohn von Walter fitz Alan und dessen Frau Eschina. Sein Vater, ein anglonormannischer Adliger, war im Dienst der schottischen Könige zum Dapifer aufgestiegen und konnte durch die Gunst der Könige beträchtlichen Grundbesitz in Schottland erwerben. Nach seinem Tod 1177 erbte Alan diese Besitzungen. Er übernahm von seinem Vater auch das Hofamt des Dapifer (englisch Steward) im Dienst von König Wilhelm I. Der König hatte aber offenbar nicht das Vertrauen in Alan, dass sein Bruder und Vorgänger Malcolm IV. in Alans Vater gehabt hatte. Alan bezeugte nur wenige Urkunden des Königs, und seine Aufgaben am Königshof übernahm vermutlich weitgehend ein königlicher Beamter, der sogenannte Prebenda. Spätestens um 1200 konnte er die Isle of Bute erwerben, die zuvor zum unter norwegischer Oberhoheit stehenden Königreich der Inseln gehört hatte. Vermutlich unter Alan begann der Bau von Rothesay Castle auf der Insel. Diese Erwerbung hatte Alan offenbar erreicht, als König Wilhelm außer Landes war. Dazu hatte er sich eng mit Duncan, Earl of Carrick verbündet, der eine Tochter von Alan heiratete. König Wilhelm soll außer sich vor Zorn und voll Misstrauen gegen Alan fitz Walter gewesen sein. Um dessen Loyalität zu sichern, zwang er ihn, ihm 24 Geiseln zu stellen, was in Schottland zu dieser Zeit beispiellos war.
Alan hatte mehrere Kinder, darunter:
- Avelina ⚭ Duncan, Earl of Carrick
- Walter son of Alan (um 1198–1241)

Sein Erbe wurde schließlich sein Sohn Walter.